# Гро-Мишель
Гро-Мишель (фр. Gros Michel, французское произношение: [ɡʁo miʃɛl]), зачастую используется английская калька «Большой Майк» (англ. Big Mike) — экспортный сорт банана и до 1950-х годов основной выращиваемый сорт. Физические свойства Гро-Мишеля делают его отличным экспортным продуктом: его толстая кожура делает его устойчивым к повреждениям во время транспортировки, а плотные гроздья, в которых он растёт, облегчают её.

## Таксономия
Гро-Мишель — триплоидный сорт дикого банана Musa acuminata, принадлежащий к группе ААА.
Его официальное название — Musa acuminata (Группа ААА) «Gros Michel» .
Синонимы включают в себя:
- Musa acuminata L. сорт. 'Гро Мишель'
- Musa × paradisiaca L. сорт. 'Гро Мишель'

Гро-Мишель на испанском языке известен как Гинео Гиганте, Банано и Платано Роатан. Он также известен как Писанг Эмбун в Малайзии, Писанг Амбон в Индонезии и на Филиппинах, Тихмве в Бирме, Чек Амбуонг в Камбодже, Клуай Хом Тонг в Таиланде и Чуой Тьеу Као #2 во Вьетнаме.

## История выращивания

### Ранняя популярность и упадок

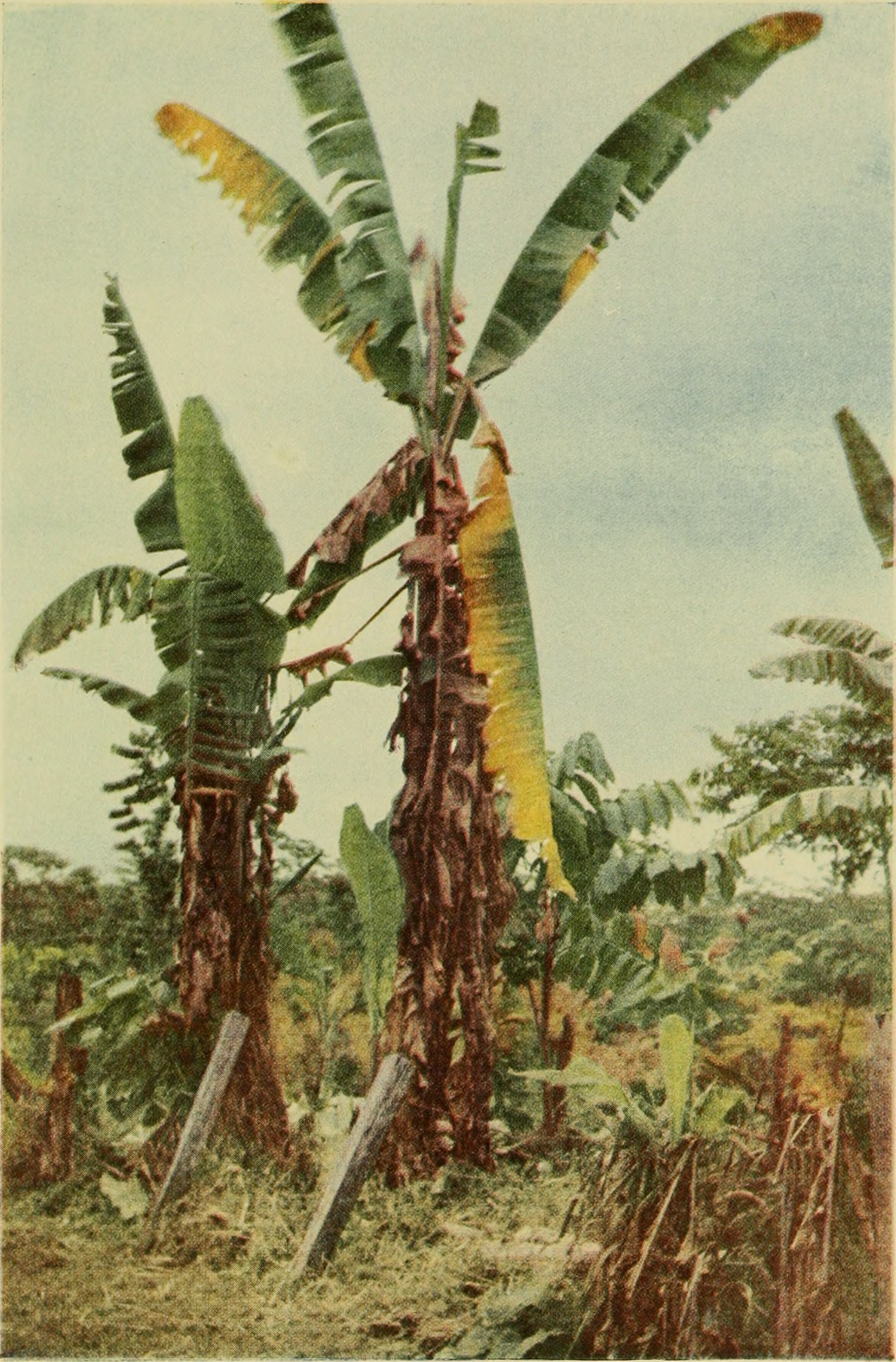
Брандес: Банановое увядание — растения банана сорта Гро-Мишель в Коста-Рике, поражённые порчей. (1919)

Французский натуралист Николя Боден привёз несколько клубнелуковиц этого банана из Юго-Восточной Азии и поместил их в ботанический сад на карибском острове Мартиника. В 1835 году французский ботаник Жан Франсуа Пуйа перевёз плод Бодена с Мартиники на Ямайку. Бананы Гро-Мишель выращивались на огромных плантациях в Гондурасе, Коста-Рике и других частях Центральной Америки.
Этот сорт когда-то был доминирующим экспортным бананом в Европу и Северную Америку, выращиваемый в Центральной Америке, но в 1950-х годах «Панамская болезнь», увядание, вызванное грибком Fusarium oxysporum f.sp. cubense, уничтожила обширные участки плантаций Гро-Мишель в Центральной Америке, хотя его до сих пор выращивают на незаражённых землях по всему региону.
К 1960-м годам экспортёры бананов Гро-Мишель были не в состоянии продолжать торговать таким восприимчивым сортом и начали выращивать устойчивые сорта, принадлежащие к подгруппе Кавендиш (ещё один Musa acuminata AAA).

### Генетическая модификация
Предпринимаются попытки использовать генетическую модификацию для создания версии Гро-Мишель, устойчивой к панамской болезни. Также были созданы успешные гибриды Кавендиша и Гро-Мишеля, которые проявляют устойчивость к панамской болезни.
В статье 2013 года описаны эксперименты по созданию версии Гро-Мишель, устойчивой к чёрной сигатоке, ещё одной грибковой инфекции.

## Культурные ссылки
«Да! У нас нет бананов», песенка о бакалейщике из бродвейского ревю «Make It Snappy» 1922 года, как говорят, была вдохновлена дефицитом бананов Гро-Мишель, которая началась с заражением Панамской болезнью в начале XX века.
Гро-Мишель имеет более высокую концентрацию изоамилацетата, сложного эфира, обычно используемого для приготовления «бананового» пищевого ароматизатора, чем кавендиш.
Гро-Мишель вместе с Кавиндишь фигурируют в инди-игре Balatro.Они представленны в виде играбельных карт джокеров.